# Волович Віталій Михайлович
Віта́лій Миха́йлович Воло́вич (*3 серпня 1928, Спаськ-Дальній — 20 серпня 2018) — радянський, російський художник, графік. Заслужений художник РРФСР.
Народився 3 серпня 1928 а, в Спаську-Дальньому, Приморського краю в письменницькій родині. Мати, Клавдія Володимирівна Філіппова (1902—1950) — журналістка (співпрацювала з «Уральським робочим», «Уральським сучасником», «Літературним альманахом»), письменниця (повісті «У гімназії» (1938), «Між людьми» (1940)). Вітчим, Костянтин Васильович Боголюбов (1897—1975) — письменник, літературознавець, дослідник уральської літератури. У 1932 році родина переїжджає до Свердловська.
Після закінчення в 1948 у Свердловського художнього училища Волович почав співпрацювати зі Середньоуральським книжковим видавництвом: оформляє обкладинки книг Н. Куштум «Сторона моя рідна» (1953), Б. Діжур «Роздуми» (1954), М. Пилипенко «Дороги» (1955) та ін. До найбільш яскравих робіт цього періоду можна віднести ілюстрації до «Комори сонця» М. Пришвіна, які схвалив сам письменник: "Комору сонця «видавали незліченну кількість разів різні країни, і у мене на полиці» Комори «всіх розмірів і кольорів. Але Ваша — найкраща»
Перші роботи створювалися в техніці перового малюнка тушшю, потім художник звертається до техніки ліногравюри, офорт а, літографії, книжкової і станковогографіку; останнім часом використовує темперу, акварель, гуаш. Стилістичну своєрідність визначається експресивністю, виразністю ліній і штрихування, тягою до монументальності.
Популярність Воловичу принесли ілюстрації середньовічної літератури: «Слова о полку Ігоревім», «Річарда III», «романа про Трістана та Ізольду» та інших творів. З 1952 а Віталій Волович бере участь у художніх виставках, перші роботи були виставлені в Ірбіті (Свердловська область). В 1956 у прийнятий в Спілка художників СРСР.Роботи Віталія Воловича знаходяться в музеї образотворчих мистецтв ім. О. С. Пушкіна в Москві, Празькій національній галереї, Моравської галереї у м. Брно, в музеї сучасного мистецтва в Кельні, в музеї І. У. Гете в Веймар е, галереях Єкатеринбурга, Саратова, Новосибірська, Пермі, Державної Третьяковської галереї , Державний російською музеї Санкт-Петербурга та ін; в приватних зібраннях Росії, Америки, Німеччини, Франції, Ізраїля, Австрії, Іспанії і т. д.

## Визнання і нагороди
- 1973 — Заслужений художник РСФСР
- 1995 — лауреат премії імені Г. С. Мосіна
- 1999 — лауреат премії губернатора Свердловської області за видатні досягнення в галузі літератури і мистецтва
- 2005 — Золота медаль Російської академії мистецтв за серію графічних аркушів до трагедії Есхіл а «Орестея»
- 2007 — Член-кореспондент Російської академії мистецтв
- 2007 — Почесний громадянин міста Єкатеринбурга
- 2008 — в Єкатеринбурзі встановлена скульптурна група «Городяни. Розмова», що зображає трьох знаменитих уральських художник ів Віталія Воловича, Михайла Брусилівського і Германа Метельова
- 2008 — Почесний громадянин міста Ірбіт аА також численні медалі та дипломи всеросійських, всесоюзних і міжнародних оглядів мистецтва книги.

### Цикли
- «Цирк»
- «Жінки і монстри»
- «Середньовічні містерії»
- «Єрусалим» (1995)
- «Єкатеринбург» (1997)

### Ілюстрації
- «Слово о полку Ігоревім»
- «Орестея» Есхіл а
- «Річард III», «Отелло» Шекспіра (1972. Офорт.)
- «Роман про Трістана та Ізольду» Ж. Бедьє (1972. Автолітографій)
- «Егмонт» І. В. Гете (1980)
- «Страх і відчай у Третій імперії» Б. Брехта (1970. Офорт)
- Ірландські саги
- Оповіді П. П. Бажова

### Книги та наукові збірники
- Буторіна Є. Віталій Волович / / Художники книги: ВААП-Інформ. М., 1981.
- Воронова О. Віталій Волович / / Мистецтво книги: 1972—1980. М., 1987. Вип. 10. С. 169—181.
- Воронова О. Віталій Волович. Книжкова графіка. М.: Сов. художник, 1973. 140 с., Іл.
- Голинец Г., Голинец С. Віталій Волович / / Радянська графіка, 78. М., 1980. С. 60-68.
- Горбачова Н. «Орестея» В. Воловича / / Горбачова Н. На палітрі пам'яті: Час. Художники. Виставки. Єкатеринбург, 1996. С. 42-43.
- Ольшанський Д. А. Єврейська традиція в графіку Віталія Воловича / / Схід — Росія — Захід. Світові релігії і мистецтво. СПб: Державний Ермітаж, 2001. С. 131—134.
- Ольшанський Д. А. Образи Бертольта Брехта в графіку Віталія Воловича / / Візуальна культура XX століття і проблеми сучасної освіти. Перм, 1999. С. 158—160.
- Сім Єкатеринбурзьких художників: Віталій Волович. Олександр Алексєєв-Свинкин. Герман Метелев. Ольга Штукатурова. Володимир Чурсін. Михайло Сажаев. Юрій Філоненко / Упоряд., Дизайн: В. В. Штукатуров. Автори вступить. ст. Г. С. Холодова, А. В. Степанов. Керівник проекту Ю. А. Кукарская. Єкатеринбург: Промдизайн, 1999. 127 с., Іл. (З частковим перекладом на англ. Яз.)
- Уродженка О. Віталій Волович: проблеми становлення світовідношення (1950-ті — середина 1960-х рр..) / / З історії художньої культури Уралу: Зб. науч. тр. Свердловськ, 1985. С. 107—121.
- Уродженка О. Віталій Волович: феномен творчої зрілості (середина 1960-х — 1980-і рр..) / / З історії художньої культури Уралу. Зб. науч. тр. Свердловськ, 1988. С. 98-121.

### Журнальні публікації
- Абельская Р. Волович / / Віта. 1997. № 10. С. 28-32.
- Волович В. Мода і свобода / / Урал. 1993. № 5. С. 3-9.
- Воронова О. Своє прочитання Шекспіра / / Творчість. 1968. № 8. С. 15-16.
- Голинец С. Віталій Волович / / Література і ти. М., 1977. Вип. 6. С. 213—216.
- Лебедєва В. Монументальність графіки / / Мистецтво. 1976. № 6. С. 22-28.
- Незнанський Л. Графіка Віталія Воловича / / Мистецтво. 1966. № 7. С. 32-36.
- Тубін Я. Летять стріли гартовані. Урал. 1984. № 6.
- Тубін Я. Серія станкових гравюр В. Воловича за мотивами «Слова о полку Ігоревім». Радянська графіка. Вип. 9. М., 1985. С.

### Буклети та каталоги до виставок
- Віталій Михайлович Волович: Шістнадцять репродукцій / Набере. ст. Л. Дьяконіцин. Л.: Художник РРФСР, 1975.
- Заслужений художник РСФСР Віталій Михайлович Волович: Каталог виставки [в Москві] / Упоряд. і автор вступить. ст. С. В. Голинец. Л. Художник РРФСР, 1977. 32 с., Іл.
- Віталій Михайлович Волович: Каталог виставки / [Набере. ст. С. В. Голинца]. Галерея мистецтва. Карлові Вари, 1977. 25 с., Іл. (На чеському мов.)
- Віталій Волович. Олексій Казанцев Художники подорожують. Каталог вставки / Упоряд. і автор вступить. статті М. Ф. Горбачова. Свердловськ, 1982. с., іл.
- Віталій Волович: Графіка. Буклет / Упоряд. і автор вступить. статті. С. В. Голинец. Свердловськ, 1984. 16 с., Іл.
- Віталій Волович. Книжкова, станкова графіка. Каталог виставки / Упоряд. і автор вступить. ст. Н. Горбачова. Свердловськ, 1985. с., іл.
- Віталій Волович. Книжкова станкова графіка: Каталог виставки / Упоряд. і автор вступить. ст. А. І. Корчак. Магнітогорськ, 1988.
- Галерея «Автограф»: Живопис, графіка з колекції Т. Ф. Набросовой-Брусилівської / Упоряд. каталогу Т. Ф. Набросова-Брусилівська. Автор вступить. статей В. М. Волович і Г. С. Метелев. Вид. Є. В. Ройзман. Єкатеринбург: Изд-во Уральського університету, 2000. 166 с., Іл. (З перекладом на англ. Яз.)
- Віталій Волович: Книжкова і станкова графіка. Каталог зборів / Відп. за вип., упоряд. вист. та каталогу, автор макету і ред. В. Карпов. [Передмова В. Воловича, післямова Н. Горбачової]. Ирбитский державний музей образотворчих мистецтв. Ирбит, 1998. 80 с., Іл.
- Віталій Волович: Старий Єкатеринбург. [Альбом] / Статті А. Мосіна, В. Воловича, С. Голинца. Координатор проекту С. Прудкова. Єкатеринбург: Промдизайн 1998. С. 119, іл. (З частковим перекладом на англ. Яз.)Див також: Бібліографія на офіційному сайті Віталія Воловича